# Ladenbergia klugii
Ladenbergia klugii är en måreväxtart som beskrevs av Bengt Lennart Andersson. Ladenbergia klugii ingår i släktet Ladenbergia och familjen måreväxter. Inga underarter finns listade i Catalogue of Life.